# Rouilly-Saint-Loup
Rouilly-Saint-Loup è un comune francese di 599 abitanti situato nel dipartimento dell'Aube nella regione del Grand Est.

## Società

### Evoluzione demografica
Abitanti censiti